# Oldřich Lajsek
Oldřich Lajsek, född 8 februari 1925 i Křesetice, död 2 oktober 2001 i Prag, var en tjeckisk konstnär, designer, grafisk formgivare och konstlärare. Han blev medlem i “Svaz československých výtvarných umělců” år 1954. Han blev ordförande för en konstnärsförening som hette “Skupina osmi výtvarníků”. År 1985, tilldelades han ett nationellt medborgarpris för “Utmärkt arbete”. Under sin levnadstid skapade han over 3000 verk, varav drygt 1800 återfinns i privata samlingar. 

## Biografi
Lajsek kom från en grossistfamilj. År 1944 tog han examen från gymnasiet med maskinindustriell inriktning. Under första världskriget stred han mot nazisternas ockupation av Tjeckien. Efter andra världskriget flyttade han till Prag, Tjeckien, där han arbetade I den tjeckoslovakiska fackförbundet för industrin. I början av 1946 studerade han på Karlsuniversitetet I Prag. Under denna tid upptäckte Lajsek sin konstnärliga talang och han tog examen år 1950. År 1966 tog han även examin I företagsekonomi. Sedan arbetade han som lärare. År 1955 blev han även professor på skolan “UPRUM” I Prag.
Lajsek blev tidigt framgångsrik I sin konstnärliga karriär. År 1955 blev han medlem I Stursa-föreningen och senare även I VI Center. Han deltog in en tävling som gick ut på att renovera den nationella stadsteaterns lokaler I Prag. År 1954 blev han även medlem I föreningen för tjeckiska kreativa artister. År 1960 grundade han en konstnärlig förening som hette “Skupina osmi výtvarníků” där han även var ordförande. Målet med denna förening var huvudsakligen att anordna bildande och konstnärliga evenemang på landsbygden och även att leta efter nya ställen där olika utställningar kunde hållas. År 1985 tilldelades han det nationella medborgarpriset för “Utmärkt arbete” av republikens president. 

## Målningar
I sitt konstnärliga skapande använde han sig av många olika stilar. Han var främst intresserad av abstrakt målning, realism, surrealism osv. Men hans mest välkända produktioner är landskapsmålningar. I detta avseende blev han en av de mest kända konstnärerna under sin tid I Tjeckien. Han hämtade sin inspiration att måla från den centrala Bohemia-regionen, som han kom ifrån, eller från gatorna i Prag, och dessutom under sina resor till Grekland eller Jugoslavien.